# HD 93194
HD 93194 är en ensam stjärna belägen i den mellersta delen av stjärnbilden Kölen och som ingår i stjärnhopen IC 2602. Den har en skenbar magnitud av ca 4,85 och är svagt synlig för blotta ögat där ljusföroreningar ej förekommer. Baserat på parallaxmätning inom Hipparcosuppdraget på ca 6,6 mas, beräknas den befinna sig på ett avstånd på ca 490 ljusår (ca 151 parsek) från solen. Den rör sig bort från solen med en heliocentrisk radialhastighet på ca 26 km/s.

## Egenskaper
HD 93194 är en blå till vit stjärna i huvudserien av spektralklass B3/5 Vn. Den har en radie som är ca 3 solradier och har ca 847 gånger solens utstrålning av energi från dess fotosfär vid en effektiv temperatur av ca 16 100 K.
HD 93194 känd för "suddiga" absorptionslinjer orsakade av dess snabba rotation. Den finns med på en lista över de minst variabla stjärnorna bland dem som observerats av Hipparcossatelliten, med en möjlig variation mindre än 0,01 magnitud.